# Gyaku zuki

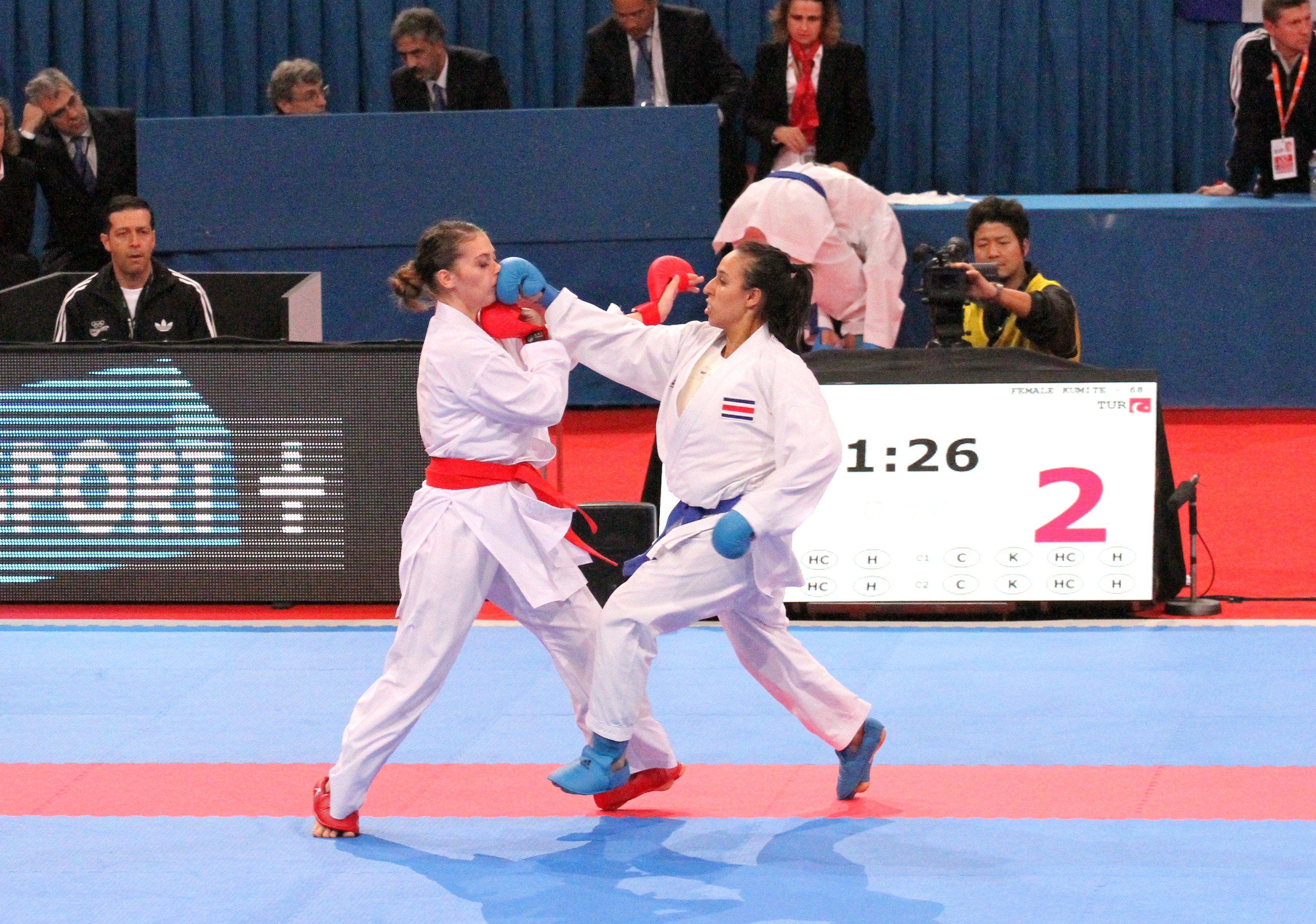
Gyaku zuki Karate WC 2012

Un gyaku zuki o gyaku tsuki (in giapponese 逆突き?) è una tecnica di karate. Si tratta di un pugno eseguito con il braccio posteriore. Un gyaku zuki alle volte viene chiamato "pugno rovesciato".  Risulta maggiormente efficace se si usano i fianchi per spingere in avanti.
Si tratta di uno dei pugni maggiormente usati nei combattimenti di karate. La tecnica si usa generalmente per colpire al plesso solare. Il movimento del Gyaku Zuki è costituito dai muscoli del grande gluteo, muscoli del polpaccio e della coscia. Per lungo raggio la torsione del pugno è importante.